# گروه آبلی
گروه آبلی (به انگلیسی: Abelian group)، گروه تعویض‌پذیر، گروه جابه‌جایی‌پذیر، یا گروه جابه‌جایی، در ریاضیات، گروهی است که نتیجه اعمال عمل گروه به دو عنصر گروه به ترتیبی که این دو عنصر نوشته شده‌اند بستگی ندارد؛ یعنی باید عمل گروه جابه‌جایی‌پذیر باشد؛ مثلاً اگر جمع را عمل گروه در نظر بگیریم، اعداد صحیح و اعداد حقیقی دو گروه آبلی تشکیل می‌دهند، و مفهوم یک گروه آبلی را می‌توان تعمیمی برای این مثال‌ها دانست. گروه‌های آبلی به افتخار ریاضیدان قرن نوزدهم نیلس هنریک آبل نامگذاری شده‌اند.
مفهوم یک گروه آبلی زیربنای بسیاری از ساختارهای جبری اساسی، مثل میدان، حلقه، فضای برداری، و جبر روی یک میدان است. نظریه گروه‌های آبلی معمولاً ساده‌تر از همتایان غیر-آبلیشان هستند، گروه‌های آبلی متناهی به خوبی بررسی و کاملاً طبقه‌بندی شده‌اند.
گروه آبلی به مجموع‌های مانند G می‌گویند که دارای عملگری مانند * باشد و این عملگر در مجموعه G دارای خاصیت جابه‌جایی باشد، یعنی برای هر a و b در G داشته باشیم:
a * b = b * a
در این صورت می‌گوییم (*،G) «گروه آبلی» است.

## تعریف
گروه آبلی شامل مجموعه‌ای مانند A و عملگر دوتایی مانند «•» است بگونه‌ای که (A، •) دارای ویژگی‌های زیر باشد:
- بستگی: برای هر a و b در A، حاصل a•b در A باشد.
- شرکت‌پذیری: برای هر a,b،c در A داشته باشیم:.a •(b • c)=(a • b) • c
- تعویض‌پذیری: برای هر a و b در A، باید a • b =b • a
- وجود عنصر همانی/خنثی: یک e∈A وجود دارد بطوریکه برای هر a ∈ A، داشته باشیم: a • e = a = e • a
- وجود عنصر وارون: برای هر a∈A، یک b∈A وجود دارد به‌گونه‌ای که a • b = b • a = e. (e همان عنصر همانی است)

## مثال
- مجموعهٔ همهٔ ماتریس‌های m*n با درآیه‌های حقیقی تحت عمل جمع یک گروه آبلی است. ماتریس‌های مربعی تحت عمل ضربِ ماتریس‌ها روی R یک گروه آبلی است.
- مفاهیم گروه آبلیان و ماژول 𝑍 هم نظر هستند. به طور خاص، هر 𝑍 ماژول یک گروه abelian با عملیات جمع است و هر گروه abelian یک ماژول بر روی حلقه اعداد صحیح به روشی منحصر به فرد است.

## مجموعه‌ها
نوشتن به این معنی که عناصر مجموعه A اعداد ۱، ۲، ۳ و ۴ هستند. برای مثال مجموعه عناصر A، زیر مجموعه‌های A هستند.
مجموعه‌ها خودشان می‌توانند عناصر باشند. به عنوان مثال، مجموعه را در نظر بگیرید. عناصر B 1 ، ۲، ۳ و ۴ نیستند. بلکه فقط سه عنصر B وجود دارد، یعنی اعداد ۱ و ۲ و مجموعه.
عناصر یک مجموعه می‌تواند هر چیزی باشد؛ مثلاً، مجموعه ای است که عناصر آن رنگ‌های قرمز، سبز و آبی است.

## نشانه گذاری و اصطلاحات
رابطه "یک عنصر از" است که به آن عضویت در مجموعه نیز می‌گویند ، با نماد "∈" نشان داده می‌شود. نوشتن
به این معنی است که " x یکی از عناصر A است". عبارات معادل عبارتند از: " x یکی از اعضای A است"، " x متعلق به A است "، " x در A است " و " x در A قرار دارد ". عبارات " A شامل x " و " A حاوی x " نیز به معنای عضویت در مجموعه استفاده می‌شود، اگرچه برخی از نویسندگان آنها را به معنای " x زیرمجموعه A است " به کار می‌برند. اکیداً اصرار داریم که «حاوی» فقط برای عضویت و «شامل» فقط برای رابطه زیرمجموعه استفاده شود.
برای رابطه ∈ ممکن است رابطه معکوس ∈ T نوشته شود
به این معنی که «A حاوی یا شامل x است».
نفی عضویت مجموعه با نماد "∉" نشان داده می‌شود. نوشتن
به این معنی است که «x یکی از عناصر A نیست».

نماد ∈ اولین بار توسط جوزپه پیانو، در اثر او در سال 1889 Arithmetices principia, nova metodo exposita استفاده شد. در اینجا او در صفحه X نوشت:
Signum ∈ significat est Ita a ∈ b legitur a est quoddam b; …
که به معنی
نماد ∈ به معنای است. بنابراین a ∈ b به عنوان a است a b خوانده می شود. …
این نماد خود یک حرف کوچک یونانی epsilon ("ϵ") است که اولین حرف کلمه ἐστί به معنای "است".